# Onyekachi Apam
Onyekachi Apam (Aba, 30 december 1986) is een Nigeriaans voormalig voetballer die doorgaans speelde als centrale verdediger. Tussen 2006 en 2014 kwam hij uit voor OGC Nice, Stade Rennais en Seattle Sounders. Apam maakte in 2007 zijn debuut in het Nigeriaans voetbalelftal en kwam uiteindelijk tot vijftien interlands.

## Clubcarrière
Apam speelde in de jeugd voor de Pepsi Football Academy, waarna hij in de jeugd van Enugu Rangers en OGC Nice speelde. In de Franse havenstad debuteerde de Nigeriaanse verdediger ook en hij groeide uit tot een belangrijke kracht in de defensie. Op 31 december 2007 werd hij ontvoerd in het Nigeriaanse Enugu. Na een paar dagen kwam hij weer vrij. In de zomer van 2010 verkaste Apam naar Stade Rennais. Door erg veel blessureleed duurde het echter tot januari 2012 totdat hij zijn debuut kon maken voor de club. Op 5 januari 2014 besloten club en speler dat het het beste zou zijn om elkaars wegen te laten scheiden. Het contract tussen Apam en Stade Rennais werd die dag ontbonden. In september 2014 sloot Apam zich aan bij het Amerikaanse Seattle Sounders. Aan het einde van het kalenderjaar verliet hij de club weer.

## Interlandcarrière
Apam maakte zijn debuut in het Nigeriaans voetbalelftal op 22 augustus 2007. Op die dag werd in een vriendschappelijk duel met Macedonië met 0–0 gelijkgespeeld. Van bondscoach Berti Vogts mocht Apam in de basis beginnen en de volledige negentig minuten volmaken.
| Interlands van Onyekachi Apam voor Nigeria | Interlands van Onyekachi Apam voor Nigeria | Interlands van Onyekachi Apam voor Nigeria | Interlands van Onyekachi Apam voor Nigeria | Interlands van Onyekachi Apam voor Nigeria | Interlands van Onyekachi Apam voor Nigeria |                         |
| №                                          | Datum                                      | Wedstrijd                                  | Uitslag                                    | Competitie                                 | Goals                                      |                         |
| Als speler bij OGC Nice                    | Als speler bij OGC Nice                    | Als speler bij OGC Nice                    | Als speler bij OGC Nice                    | Als speler bij OGC Nice                    | Als speler bij OGC Nice                    | Als speler bij OGC Nice |
| ------------------------------------------ | ------------------------------------------ | ------------------------------------------ | ------------------------------------------ | ------------------------------------------ | ------------------------------------------ | ----------------------- |
| 1                                          | 22 augustus 2007                           | Macedonië – Nigeria                        | 0 – 0                                      | Vriendschappelijk                          |                                            |                         |
| 2                                          | 8 september 2007                           | Nigeria – Lesotho                          | 2 – 0                                      | AK 2008 kwalificatie                       |                                            |                         |
| 3                                          | 14 oktober 2007                            | Mexico – Nigeria                           | 2 – 2                                      | Vriendschappelijk                          |                                            |                         |
| 4                                          | 21 januari 2008                            | Nigeria – Ivoorkust                        | 0 – 1                                      | AK 2008                                    |                                            |                         |
| 5                                          | 20 november 2008                           | Colombia – Nigeria                         | 1 – 0                                      | Vriendschappelijk                          |                                            |                         |
| 6                                          | 11 februari 2009                           | Nigeria – Jamaica                          | 0 – 0                                      | Vriendschappelijk                          |                                            |                         |
| 7                                          | 29 maart 2009                              | Mozambique – Nigeria                       | 0 – 0                                      | WK 2010 kwalificatie                       |                                            |                         |
| 8                                          | 7 juni 2009                                | Nigeria – Kenia                            | 3 – 0                                      | WK 2010 kwalificatie                       |                                            |                         |
| 9                                          | 14 november 2009                           | Kenia – Nigeria                            | 2 – 3                                      | WK 2010 kwalificatie                       |                                            |                         |
| 10                                         | 16 januari 2010                            | Nigeria – Benin                            | 1 – 0                                      | AK 2010                                    |                                            |                         |
| 11                                         | 20 januari 2010                            | Nigeria – Mozambique                       | 3 – 0                                      | AK 2010                                    |                                            |                         |
| 12                                         | 25 januari 2010                            | Zambia – Nigeria                           | 0 – 0                                      | AK 2010                                    |                                            |                         |
| 13                                         | 30 januari 2010                            | Nigeria – Algerije                         | 1 – 0                                      | AK 2010                                    |                                            |                         |
| 14                                         | 3 maart 2010                               | Nigeria – Congo-Kinshasa                   | 5 – 2                                      | Vriendschappelijk                          |                                            |                         |